# Sporobolus heterolepis
Sporobolus heterolepis är en gräsart som först beskrevs av Samuel Frederick Gray, och fick sitt nu gällande namn av Asa Gray. Sporobolus heterolepis ingår i släktet droppgräs, och familjen gräs. Inga underarter finns listade i Catalogue of Life.

## Bildgalleri

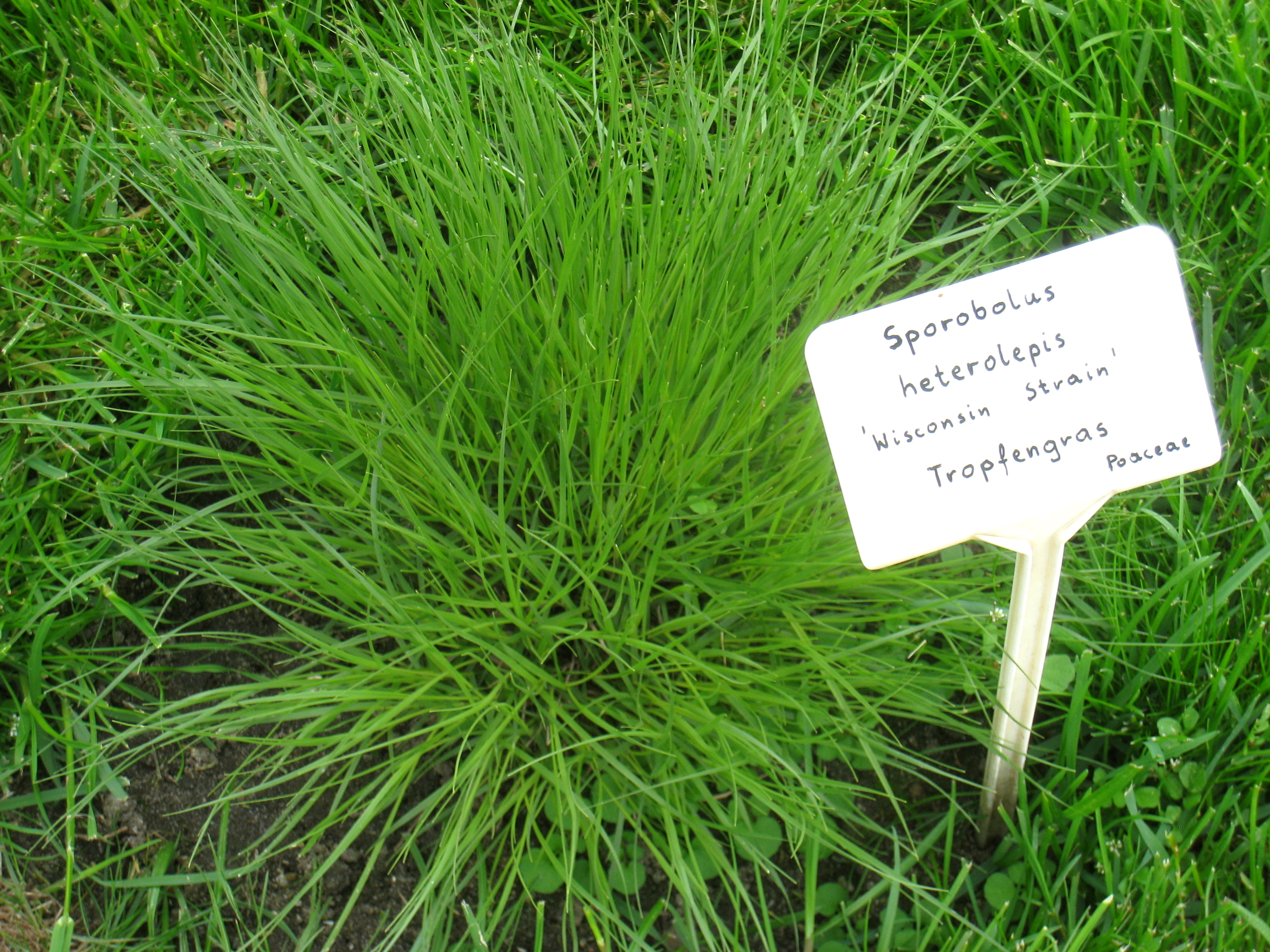
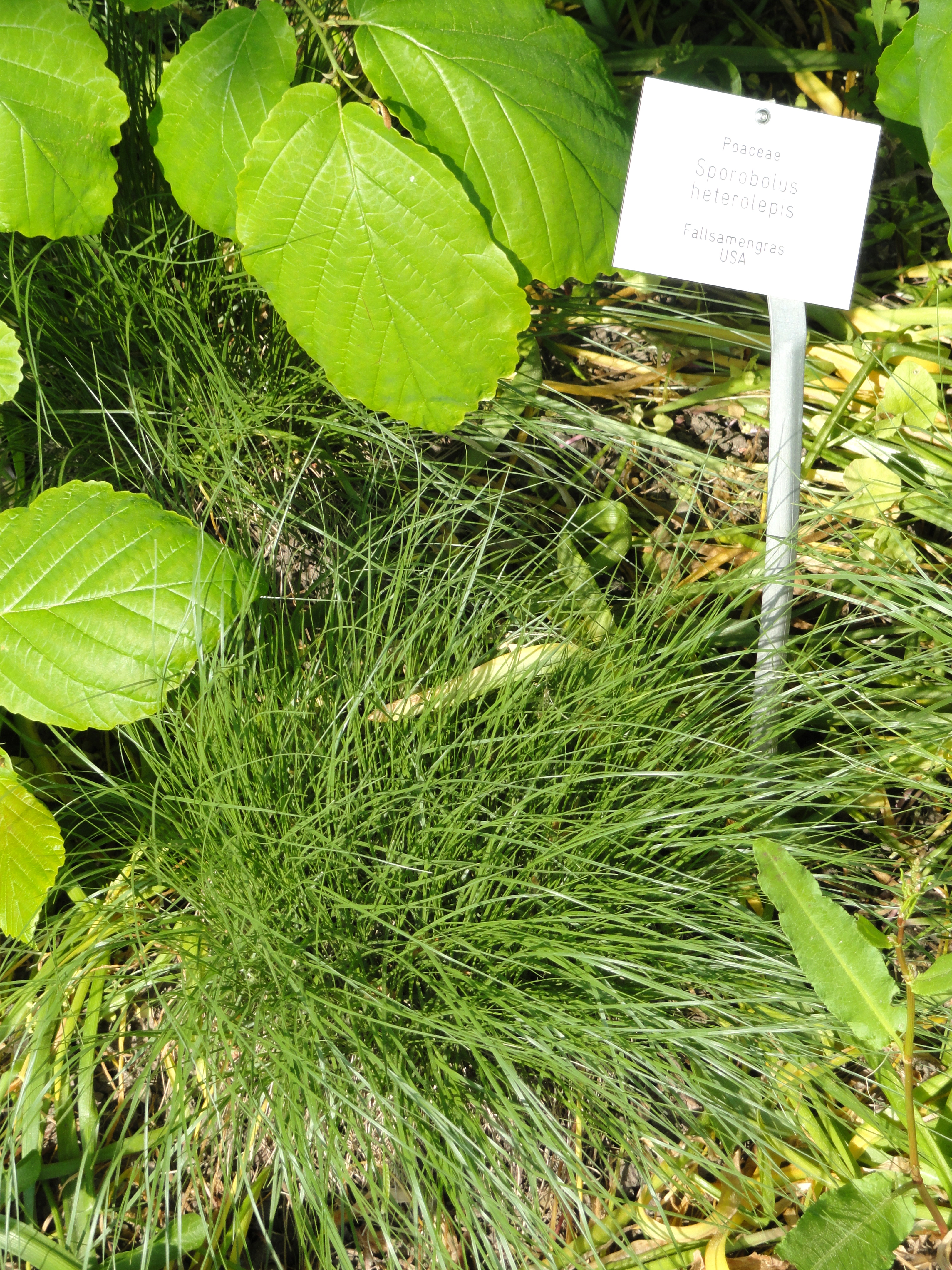
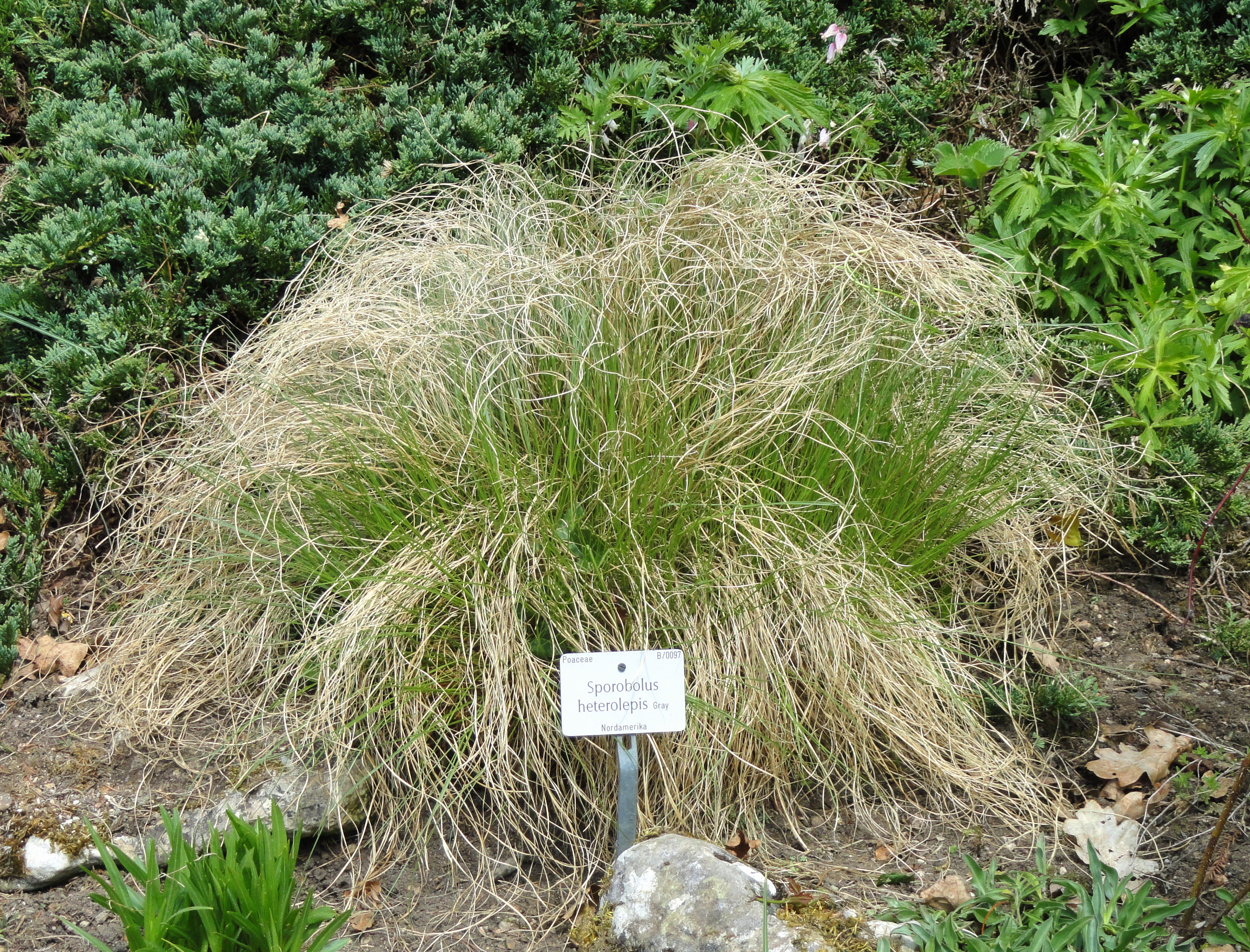
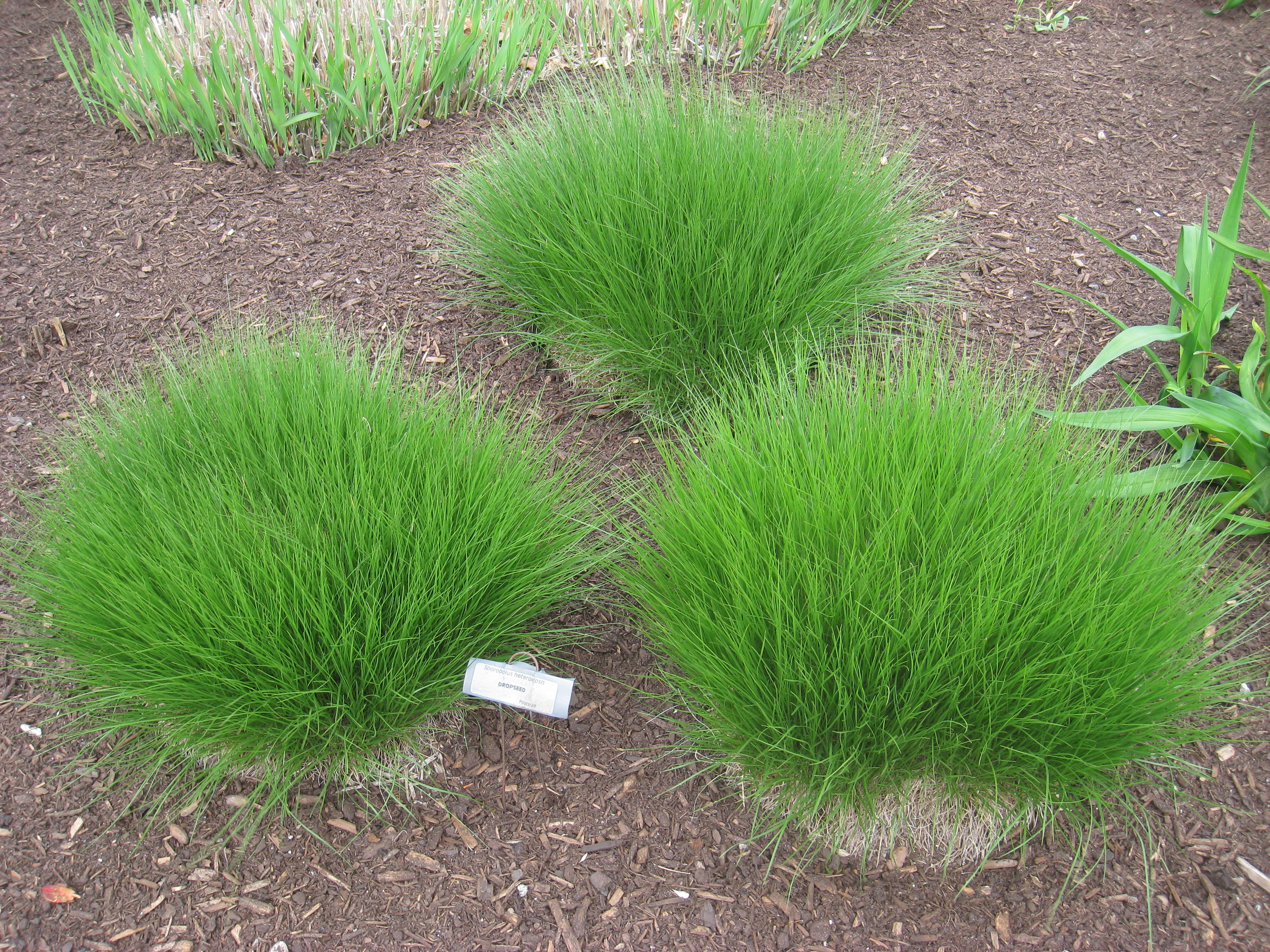